# 바이짜이
바이짜이(베트남어: Bãi Cháy / 𡓁𤈜)는 베트남 북부 꽝닌성 할롱의 유명한 해변 휴양지이다. 바이짜이와 홍가이를 합쳐 공식적으로 할롱시가 되었지만, 지역 주민들이 여전히 바이짜이라는 용어를 사용한다. 하롱베이의 관광 중심지는 바이짜이 해변이다. 바이짜이 대교는 이제 바이짜이 페리를 대신하여 바이짜이와 홍카이를 연결하며 오래된 바이짜이 페리를 더 빛내고 있다.

## 지리
바이짜이는 500m 이상의 길이와 500m의 너비를 가진 하롱베이에 위치한 인공 모래 해변이다. 지형은 바다쪽으로 부드럽게 경사진 낮은 언덕을 특징으로 한다.

## 어원
전설에 따르면, 바이짜이는 쩐카인주(陳慶餘)가 이끄는 쩐 왕조의 군대가 몽골의 배를 불태웠다는 곳이다. 당시 동북풍이 끄으룩 만의 서쪽으로 불을 뿜었고, 근처의 건조한 숲에 불을 붙였다. 이것은 말 그대로 ‘불탄/불타는 해변’을 의미하는 ‘바이짜이’(Bãi Cháy)라는 이름의 기원을 설명하고 있다.
또 다르게 전해 오는 이야기에는 과거에 배가 끄으룩의 서쪽에 정박했었다고 전한다. 어부들이 배 주위에 모여서 좀조개를 거래하기 위해 참나무에 불을 지폈다고 전한다. 홍가이와 다른 지역의 사람들이 이곳에서 항상 불이 불타오르는 것을 보았기 때문에 ‘바이짜이’라는 이름을 지었다. 프랑스의 지배하에 이것은 바체(Vatchay)가 되었다.